# Baudinard-sur-Verdon
Baudinard-sur-Verdon – miejscowość i gmina we Francji, w regionie Prowansja-Alpy-Lazurowe Wybrzeże, w departamencie Var.
Według danych na rok 1990 gminę zamieszkiwało 67 osób, a gęstość zaludnienia wynosiła 3 osoby/km² (wśród 963 gmin regionu Prowansja-Alpy-W. Lazurowe Baudinard-sur-Verdon plasuje się na 722. miejscu pod względem liczby ludności, natomiast pod względem powierzchni na miejscu 452.).